# アビダンマッタ・サンガハ
アビダンマッタ・サンガハ（巴: Abhidhammattha Saṅgaha、摂阿毘達磨義論）は、仏教の南伝上座部大寺派に属する僧侶アヌルッダ（Anuruddha）によって11世紀頃に書かれた、仏教綱要書。題名は、「論（アビダンマ）の意味の集成」といった意味。
上座部仏教圏では、入門的テキストとして用いられている。

## 構成
藤本訳 。【戸田訳】
- 第1章 心の分析 【摂心分別】
 （巴: Citta-saṅgaha-vibhāga）
- 第2章 心所（心の中身）の分析 【摂心所分別】
 （巴: Cetasika-saṅgaha-vibhāga）
- 第3章 雑多なものの分析 【摂雑分別】
 （巴: Pakiṇṇaka-saṅgaha-vibhāga）
- 第4章 路（心の生滅）の分析 【摂路分別】
 （巴: Vīthi-saṅgaha-vibhāga）
- 第5章 離路（業と輪廻）の分析 【摂離路分別】
 （巴: Vīthimutta-saṅgaha-vibhāga）
- 第6章 物質の分析 【摂色分別】
 （巴: Rūpa-saṅgaha-vibhāga）
- 第7章 まとめという分析 【摂集分別】
 （巴: Samuccaya-saṅgaha-vibhāga）
- 第8章 縁起の分析 【摂縁分別】
 （巴: Paccaya-saṅgaha-vibhāga）
- 第9章 業処の分析 【摂業処分別】
 （巴: Kammaṭṭhāna-saṅgaha-vibhāga）

## 日本語訳
- 『南伝大蔵経』 第65巻 「摂阿毘達磨義論」 高楠順次郎監修、水野弘元訳 大蔵出版
- ウ・ウェープッラ, 戸田忠『アビダンマッタサンガハ　南方仏教哲学教義概説〔新装版〕』中山書房仏書林、2013年。ISBN 978-4-89097-076-6。
- 藤本晃『『アビダンマッタサンガハ』を読む』サンガ、2013年。ISBN 978-4-905425-55-7。